# کایلا جورج
کایلا جورج (انگلیسی: Cayla George؛ زادهٔ ۱ مهٔ ۱۹۸۹) بازیکن بسکتبال اهل استرالیا است.
از باشگاه‌هایی که در آن بازی کرده است می‌توان به فینکس مرکوری اشاره کرد.
وی در مسابقات کشوری و بین‌المللی در مجموع برندهٔ ۱ مدال طلا، ۱ مدال نقره، ۴ مدال برنز شده است.